# Tococa macrosperma
Tococa macrosperma là một loài thực vật có hoa trong họ Mua. Loài này được Mart. miêu tả khoa học đầu tiên năm 1832.